# Авран (историческая область)
Авран или Аврана, Авранитида (греч. Αύρανίτις, дословно — «страна ям, пещер»; Иез. 7:16—18), — историческая гористая область (горы Эд-Дуруз) близ северо-восточной границы Святой Земли на восточной стороне реки Иордан, к югу от Трахонитиды (ныне Ладжат) и Дамаска.
Как указано в Библейской энциклопедии архимандрита Никифора (1891) древние греки называли её Авранитидой. В древнее время с Трахонитской страной, Ватанией и Гавланитидой она составляла Васанское царство (Втор. 3:1—3). Ныне известна под названием Хауран или Хоран (араб. حوران‎), с главным городом Босрой.
О ней дважды упоминается в Святом Писании (Книга пророка Иезекииля XLII, 16 и 18). Авран — область, в которой попеременно обитало несколько племён и народов. Она кишела разбойниками; император Август отдал её Ироду, который создал там еврейские военные поселения (Иосиф Флавий, Древ. 15:343; Война 1:398). Область оставалась под властью сына Ирода I, Ирода Филиппа II, затем внука, Ирода Агриппы I, и правнука, Агриппы II; после смерти последнего отошла к Сирии. В римский период границы области значительно расширились, включив плодородные земли на востоке. К концу III века н. э. была включена в провинцию Аравия, в составе которой оставалась до конца византийского периода.
В древности вся эта страна была усеяна городами и селениями, но ныне на месте их виднеются всюду груды развалин городов и домов. Некоторые из городов и домов сохранились так хорошо, что их можно сравнить с городами Геркуланум и Помпеи, погребёнными под пеплом при извержении Везувия в 79 году.